# VII Regió Militar
La VII Regió Militar també coneguda com a Capitania General de Valladolid, correspon a una subdivisió històrica del territori espanyol des del punt de vista militar quant a l'assignació de recursos humans i materials amb vista a la defensa.

## Territori
Comprenia tres províncias de l'antiga regió de Lleó (Lleó, Zamora, Salamanca), dues províncies de Castella la Vella (Valladolid i Palència) i també l'antiga província d'Oviedo (avui dia, el Principat d'Astúries).
La Regió Militar respon ja a un model de defensa territorial històric, ja que des de 2002 les Forces Armades espanyoles s'organitzen en unitats tàctiques en funció de les comeses i missions assignades.

## Història

### Primers temps
La divisió d'Espanya en Capitanies Generals data de 1705, quan es van ajustar als antics regnes que constituïen la Monarquia Hispànica. Es tractaven de tretze regions: Andalusia, Aragó, Burgos, Canàries, Castella la Vella, Catalunya, Extremadura, Galícia, Costa de Granada, Guipúscoa, Mallorca, Navarra i València.
En 1898 es va tornar a dividir el territori peninsular en set noves Regions Militars, alhora que es van constituir les Comandàncies Generals de Balears, Canàries, Ceuta i Melilla.
Després de la proclamació de la Segona República en 1931, un decret governamental va dissoldre les regions militars i les va substituir per les Divisions Orgàniques. Al juliol de 1936, exercia la prefectura de la VII Divisió Orgànica el general Nicolás Molero Lobo, que havia estat ministre de la Guerra en els gabinets presidits per Manuel Portela Valladares (1935-36). Al juliol de 1939, després de finalitzar la Guerra Civil Espanyola queden restablides les regions militars; A la VII Regió s'assigna el VII Cos d'Exèrcit amb dos divisions: la 71a (Valladolid) i la 72a (Lleó).